# La Belle Étincelle
Pour plus de détails, voir Fiche technique et Distribution.
La Belle Étincelle est un téléfilm franco-belge réalisé en 2023 par Hervé Mimran d'après un scénario de Béatrice Fournera et Caroline Franc, et diffusé pour la première fois en France le 5 octobre 2023 sur M6 et en Belgique le 21 décembre 2023 sur La Une.
Coproduite par Karé Productions, Summertime Productions et la RTBF pour M6, cette fiction, qui met en lumière le handicap, est librement inspirée de l'histoire du restaurant éponyme situé dans le 15e arrondissement de Paris,,,,,.
Le téléfilm est projeté en première mondiale le 15 septembre 2023 au Festival de la fiction TV de La Rochelle 2023.

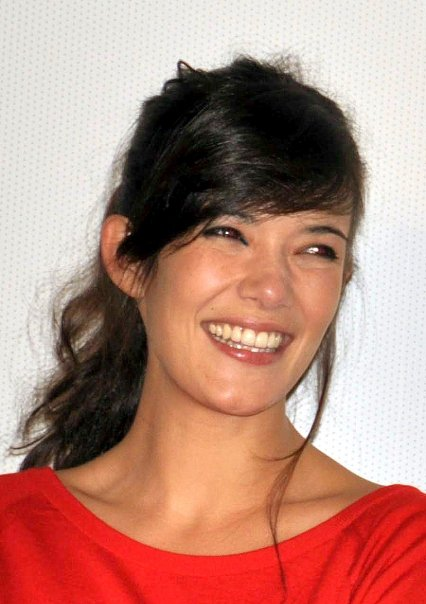
Mélanie Doutey.

## Synopsis
Noé, un jeune autiste confectionnant des sandwichs dans un foodtruck, est renvoyé dans sa maison d'accueil spécialisée. Philippe, chef de cuisine renommé, perd à la fois son étoile et son emploi. Virginie, la mère de Noé, veut tenter de monter un restaurant où travailleraient des personnes en situation de handicap ; elle propose à Philippe de participer à cette aventure…

## Fiche technique
- Titre français : La Belle Étincelle
- Réalisation : Hervé Mimran[1],[2],[7],[4]
- Scénario : Béatrice Fournera et Caroline Franc[1],[2],[7],[4]
- Musique : Olivier Coursier et Audrey Ismaël[6]
- Décors : Ann Chakraverty[6]
- Photographie : Jérôme Alméras[6]
- Son : Ivan Dumas[6]
- Montage : Fabrice Dautcourt[6]
- Directeur de production : Stéphane Guéniche
- Production : Fabrice Goldstein, Priscilla Siney[1],[4],[5]
- Sociétés de production : Karé Productions, Summertime Productions et RTBF[4],[6]
- Pays de production :  France /  Belgique
- Langue originale : français
- Format : couleur
- Genre :
- Durée : 2 × 45 minutes
- Dates de première diffusion :
  - France : 5 octobre 2023 sur M6
  - Belgique : 21 décembre 2023 sur La Une

## Distribution
- Bernard Campan : le chef Philippe Lamarck
- Mélanie Doutey : Virginie
- Lionnel Astier : Gérard, gérant du restaurant
- Laurent Bateau : Serge, l'ex-mari de Virginie
- Gauthier Gagnière : Noé, fils de Virginie
- Pierrot Goldstein : Martin
- Angélique Bridoux : Louane
- Vincent Chalembert : Lucas
- Sira Le Noble N'diaye : Fanny
- François-Régis Gaudry : lui-même, critique gastronomique
- Marie-Andrée Vircoulon : Mme Mercier, cliente régulière
- Claudette Walker : Rose, maman du chef
- Bastien Pujol : Samuel, fils du chef
- Moon Dailly : Sandra
- Fantine Guyot : Lucille
- Mélina Ferne : Second de Philippe
- Godefroy Donzel : Frère de Louane
- Laurent Joly : Agent de police

## Production

### Genèse et développement
Un post sur un réseau social est à l'origine du téléfilm : ce message d'un producteur relayant une information sur le restaurant où travaille son fils en situation de handicap inspire un auteur. Le restaurant La Belle Étincelle existe réellement : huit de ses douze employés sont en situation de handicap, pour la plupart autistes.
Le scénario est de la main de Béatrice Fournera et Caroline Franc d'après un texte original de Bernard Jeanjean et Mickael Giunta, et la réalisation est assurée par Hervé Mimran,,,,.
La production est assurée par Priscilla Siney et Fabrice Goldstein pour Summertime Productions,.

### Attribution des rôles
Le rôle principal est confié au comédien et ex-membre du trio Les Inconnus Bernard Campan, qui incarne ici un chef étoilé,,.
Parlant des personnes en situation de handicap employées par le restaurant, Bernard Campan précise : « Qu'on les retrouve autour de nous était la seule condition pour que j'accepte de participer à cette belle aventure ».
Le premier rôle féminin est confié à Mélanie Doutey, qui déclare : « Il y a encore tellement à faire en France pour considérer ces personnes hors du commun à leur juste valeur que j'espère que ce téléfilm apportera sa petite pierre à l'édifice ».

### Tournage
Le tournage se déroule du 23 mars au 19 avril 2023 à Maisons-Alfort dans le département français du Val-de-Marne en région Île-de-France,,,,,.

## Accueil

### Diffusions et audience
En France, le téléfilm est diffusé par M6 le 5 octobre 2023, suivi d'un documentaire sur l'emploi des personnes en situation de handicap. Ses deux parties sont regardées respectivement par 2 130 000 et 1 980 000 téléspectateurs et permettent à la chaîne de se classer troisième en termes d'audience.
En Belgique, le téléfilm, diffusé le 21 décembre 2023 sur La Une, est regardé par 183 234 téléspectateurs et se classe troisième en termes d'audience.

### Accueil critique
Le film est dans l'ensemble bien accueilli par la critique, à l'instar de Solène Delinger sur Europe 1 qui le trouve émouvant. Ainsi, Thomas Destouches, dans Télé-Loisirs, a apprécié « une belle et rafraîchissante réussite », « une histoire touchante, drôle et inspirante » qui évite la niaiserie et le pathos ; il salue le jeu « remarquable » des acteurs, qu'ils soient professionnels ou amateurs. De son côté, Cécile Jaurès, dans La Croix, si elle déplore « un scénario attendu » et une visée par trop didactique, reconnaît que l'œuvre est attachante et pleine d'une « chaleureuse énergie ».